# Katie James
Katie James (Inishfree, Irlanda. 1985) es una cantante y compositora anglo-irlandesa, nacionalizada colombiana.
James es conocida por su canción Toitico Bien Empacado, tema en el que aborda la realidad colombiana, entre la ruralidad y la vida en la ciudad.

## Biografía
De madre inglesa y padre irlandés Katie James nació en una pequeña isla de Irlanda llamada Inishfree, llegó a Colombia a la edad de 2 años junto con su familia. Creció dentro de una comunidad Hippie anglo-irlandesa fundada por su madre, llamada ''Atlantis'', ubicada en las montañas del Huila, vereda El congreso.
Desde niña empezó a estudiar música y se destaca como cantautora reuniendo en sus canciones diferentes sonidos de folclor colombiano y latinoamericano que han tenido una acogida creciente principalmente entre el público latino alrededor del mundo.         
En su carrera artística de más de 15 años cuenta con 5 álbumes y ha recorrido escenarios de México, Italia, Holanda, Escocia, Estados Unidos, Perú, Chile, Ecuador y Colombia. Ha sido nominada en dos ocasiones a los Premios Nuestra Tierra con sus canciones Toitico Bien Empacao, La Quebrada y su álbum "Humano".         
Fue invitada por Carlos Vives a componer e interpretar junto a él la canción ‘En La Selva’, un bambuco con sonido vallenato incluida en la producción discográfica Cumbiana II. Para celebrar su nacionalidad colombiana, otorgada en abril de 2022, Katie presentó su álbum "Versos Para No Olvidar", una selección de canciones que le hacen homenaje a la música de su tierra adoptiva, Colombia.         
- Fecha de lanzamiento: 28/05/2021

| Título | Detalles |        |
| Título | Detalles | Humano |
| ------ | -------- | ------ |
|        |          |        |

### Sencillos
| Humano                      |
| 2021                        |
| «Pa' no despertar»          |
| «Humano»                    |
| «La espera»                 |
| «La canción de la ensalada» |
| «La quebrada»               |
| «Toitico Bien Empacao»      |
| «Arrurú»                    |
| «Tengo para ti»             |
| «Mi nombre en tu voz»       |
| «Cuando te vuelva a ver»    |

- Semillas de Paz (2003)
- Un encuentro de caminos (2013)
- Cold and Dry (2014)
- Respirar (Álbum – 2017)[5]